# Безымянные герои
Безымянные герои (кор. 이름 없는 영웅들, ирым омнын ёнундыль) — северокорейский шпионский сериал. Показ фильма длился три года: первая серия была выпущена на экраны в 1978 году, а завершающую, двадцатую, корейские зрители смогли увидеть лишь в 1981 году.
В центре повествования, которое разворачивается на фоне Корейской войны, — история Ю Рима, репортёра местного корпункта вымышленной британской газеты London News, внедрённого КНДР в высший эшелон военно-политической элиты Южной Кореи с целью выяснить подоплёку происходящей закулисной борьбы и разоблачить замыслы вражеской стороны. По мере развития сюжета Ю Рим сталкивается не только со старыми друзьями и новыми врагами, но также встречает любовь своей юности — Ким Сунхи, ныне офицера контрразведки, помощницу полковника Клауса (главного антагониста сериала).
Сериал имел огромную популярность в Северной Корее, где транслируется по настоящее время (2015 год), а также в Китае, где впервые был показан в 1982 году.
В 2017 году фильм был колоризован и выпущен на DVD.

## Создание картины
По предположению Йоханнеса Шонхера, идея создания «Безымянных героев» возникла в связи с огромным успехом сериалов на схожую тематику в странах соцлагеря: несколькими годами ранее в Чехословакии был выпущен «Тридцать случаев майора Земана» (1974—1979), а в ГДР — «Скрытая камера» (1973—1979). Трудовая партия Кореи поручила работу над сценарием сценаристу Ри Джин У. В первоначальной версии сценария, который был рассчитан всего на три серии, Ю Рим вместе с другим разведчиком — Белой Лошадью — должны были проводить шпионскую деятельность прямо под наблюдением вражеских спецслужб. После того, как были отсняты первые две серии, от партии поступило указание расширить масштаб действия, таким образом трёхсерийный телевизионный фильм вырос в 20-серийный телесериал. По словам Ри Джин У, это позволило ему не только глубже прописать характеры главных героев, но и отчётливо обрисовать исторический фон, на котором разворачиваются события в фильме.
Съёмки сериала проходили на студии Korean Feature Film Studio, которая расположена невдалеке от деревни Мангёндэ, и заняли несколько месяцев. На главную мужскую роль был приглашён достаточно известный в КНДР актёр Ким Рён Лин (кор. 김룡린; 1936—2015), главную женскую роль исполнила молодая актриса Ким Чон Хва (кор. 김정화; род. 1954 г.). В одном из своих интервью Чон Хва признавалась, что до начала работы над фильмом не имела никакого представления ни о военной службе, ни тем более о работе разведчиков, поэтому для более глубокого погружения в роль она занялась изучением военного дела и брала консультации у профессиональных разведчиков. Для исполнения ролей иностранцев были приглашены четверо дезертиров американской армии, которые во время Корейской войны перешли Демилитаризованную зону и сдались Корейской народной армии: Чарльз Роберт Дженкинс, Ларри Аллен Абшир, Джерри Уэйн Пэрриш и Джеймс Джозеф Дрезнок. «Сам факт, что нас, четырёх американцев, заставили играть [в этом фильме], говорит о том, в каком бедственном положении находилась их киноиндустрия», — отмечал Дженкинс в своих воспоминаниях. Там же он не без сарказма вспоминал процесс съёмок фильма: «У них вообще не было ни малейшего представления о том, как снимать фильмы. Например, они часто снимали сцены в фильме именно в той последовательности, в которой они прописаны в сценарии, а не в той, которая могла быть наиболее рациональной. Если, скажем, нужно было снять сцену в офисе Клауса, потом сцену в моём офисе, а затем снова сцену в офисе Клауса, то они и снимали сцену в офисе Клауса, затем разбирали декорации, снимали мой офис и снова собирали офис Клауса. <…> Мне кажется, что даже северные корейцы не могут быть такими тупыми».

## Актёры и герои
- Ю Рим (Ким Рён Лин): выпускник Кембриджского университета, был завербован северокорейскими спецслужбами во время работы в Стамбуле.
- Ким Сун Хи (Ким Чон Хва): школьная любовь Ю Рима, работает в контрразведке под началом полковника Клауса.
- Пак Му (Чон Ун Мо): университетский товарищ Ю Рима, шеф отдела пропаганды.
- Полковник Клаус: участник United States Army Counter Intelligence Corps, главный антагонист фильма. Дженкинс в своих воспоминаниях указывает, что актёр, исполнивший роль Клауса (в титрах его имя указано как Сон Дэ Вон (кор. 손대원)), был итальянцем и работал замдекана музыкального колледжа в Пхеньяне[5].
- Капитан Мартин (Юн Чхан): сотрудник контрразведки США и помощник полковника Клауса.
- Доктор Келтон (Чарльз Роберт Дженкинс): главный дирижёр закулисных интриг Корейской войны.
- Дженет О’Нил (Сю Ок Сун): жена доктора Келтона. Роль жены британского посла исполнила актриса смешанного русско-корейского происхождения[6].
- Шарк (Ким Дук Сам).
- Ли Джин Юн: Ким Юн Хон.
- Ван Сун: Ро Джон Вон.
- Нож: Кан Гым Бок.
- Сыль Хва: Пак Соп.
- Карл, капитан тайной полиции: Ларри Аллен Абшир.
- Льюис, лейтенант британской армии: Джерри Уэйн Пэрриш
- Артур, лейтенант американской армии: Джеймс Джозеф Дреснок
- Переводчики: Ким Чхан Су, Пак Кхюн А.

## Список серий
| Год  | №  | Корейское название       | Русское название            | Ханча                    |
| ---- | -- | ------------------------ | --------------------------- | ------------------------ |
| 1978 | 1  | 《적후에서》             | За вражеской линией         | 《敵後에서》             |
| 1978 | 2  | 《적후에서 또 적후에로》 | Снова за вражеской линией   | 《敵後에서 또 敵後에로》 |
| 1979 | 3  | 《적후에서 홀로》        | Один за вражеской линией    | 《敵後에서 홀로》        |
| 1979 | 4  | 《옛성터에서》           | На древних руинах           | 《옛城터에서》           |
| 1979 | 5  | 《금강석》               | Бриллиант                   | 《金剛石》               |
| 1979 | 6  | 《한밤중의 저격사건》    | Выстрел в ночи              | 《한밤中의 狙擊事件》    |
| 1979 | 7  | 《정적속에서의 전투》    | Битва посреди спокойствия   | 《靜寂속에서의 戰鬪》    |
| 1980 | 8  | 《위험한 대결》          | Опасная схватка             | 《危險한 對決》          |
| 1980 | 9  | 《안개작전》             | Операция «Туман»            | 《안개作戰》             |
| 1980 | 10 | 《위기》                 | Смертельный риск            | 《危機》                 |
| 1980 | 11 | 《일요일에 있은 일》     | Что случилось в воскресенье | 《日曜日에 있은 일》     |
| 1980 | 12 | 《웃음속에 비낀 그늘》   | Тень от смеха               | 《웃음속에 비낀 그늘》   |
| 1980 | 13 | 《판문점》               | Пханмунджом                 | 《板門店》               |
| 1980 | 14 | 《죽음의 섬》            | Остров смерти               | 《죽음의 섬》            |
| 1980 | 15 | 《달없는 그밤에》        | В безлунную ночь            | 《달없는 그밤에》        |
| 1980 | 16 | 《전투는 계속된다》      | Битва продолжается          | 《戰鬪는 繼續된다》      |
| 1980 | 17 | 《유인》                 | Искушение                   | 《誘引》                 |
| 1980 | 18 | 《운명》                 | Судьба                      | 《運命》                 |
| 1981 | 19 | 《붉은 저녁노을》        | Вечернее сияние             | 《붉은 저녁노을》        |
| 1981 | 20 | 《우리는 잊지 않는다》   | Мы не забудем               | 《우리는 잊지 않는다》   |

## Музыка
Центральная тема сериала «기쁨의 노래 안고 함께 가리라» приобрела в Северной Корее чрезвычайную популярность. Исполнитель —Чхве Самсук (최삼숙), слова — Чон Донъу (전동우), музыка —Ким Ёндо (김영도).

## Релиз и популярность
Сразу после выхода в прокат первых серий сериал приобрёл широкую известность в КНДР. Актёры, сыгравшие роль в сериале, стали народными любимцами. Так, Ким Рён Лин признавался, что хотя на его счету около двух десятков ролей в кинофильмах, аудитория навсегда связала его с Ю Римом. Популярность коснулась не только корейских актёров, но и иностранцев. Исполнители главных ролей, Ким Рён Лин и Ким Чон Хва уже в 1979 году получили звание Заслуженных артистов КНДР.
Чарльз Роберт Дженкинс вспоминал, что после выхода фильма он и другие иностранцы, снявшиеся в картине, стали в КНДР звёздами. Прохожие на улице, завидев его, часто кричали: «Доктор Кэлтон». «Для Пэрриша всё обернулось ещё хуже, — не без иронии отмечал Дженкинс в своих мемуарах, — его персонаж, лейтенант Льюс Лондон, раненый из-за того, что покинул британскую армию и перешёл на сторону корейцев, снискал не просто всеобщую любовь, но даже более: в Северной Корее к нему стали относиться как к гениальному коммунистическому герою».
Сразу после выхода на экраны фильм получил широкую популярность не только в КНДР, но и в Китае, где он был показан в 1982 году. В 2003 году он был издан на DVD компанией Dalian Audiovisual Publishing House. В том же году фильм был выпущен на VCD в Северной Корее компанией 목란비데오.